# Le Polygraphe
Pour les articles homonymes, voir Polygraphe.
 Le Polygraphe  est un film québécois réalisé par Robert Lepage produit en 1996. Le film est l’adaptation au cinéma de sa pièce de théâtre.

## Synopsis
L’action se déroule à Québec. Lucie Champagne joue le rôle de la victime pendant le tournage d’un film fondé sur la réelle histoire d’un meurtre non résolu. Coïncidence, le voisin de Lucie était l’ami de cœur de la victime : Marie-Claire. Dans l’enquête qui se poursuit, il continue d’être suspect. Lui-même en vient à douter de sa propre innocence malgré l’alibi fourni par Claude, une amie de cœur précédente. Pendant que le test du polygraphe est invalide pour François et qu’il attend pour un second test, le film est à se conclure avec sa propre version sur l’identité du meurtrier de Marie-Claire.

## Fiche technique
- Réalisation : Robert Lepage
- Production : Philippe Carcassonne, Ulrich Felsberg, Madeleine Henrié, Bruno Jobin et Jean-Pierre Michel
- Scénario : Marie Brassard, Patrick Goyette, Robert Lepage et Michael MacKenzie
- Cinématographie : Guy Dufaux
- Montage : Jean-François Bergeron et Emmanuelle Castro
- Musique : Robert Caux et Pierre Marchand
- Cascades : Stéphane Lefebvre

## Distribution
- Nancy Bernier
- Bobby Beshro : Barman
- Rebecca Blankenship : Anna
- Jean-Robert Bourdage : L’homme au polygraphe (scène détruite)
- Jean-Jacques Boutet
- Marie Brassard : Lucie Champagne
- Maria de Medeiros : Claude
- Serge Denoncourt : Serveur
- Jean Deschênes : Policier
- Richard Fréchette : Producteur
- Jacques-Henri Gagnon : Inspecteur
- Patrick Goyette : François Tremblay
- James Hyndman : Hans
- Yves Langlois : "policier"
- Marie-Christine Le Huu : Marie-Claire
- Lynda Lepage-Beaulieu
- Marco Poulin : Inspecteur
- Peter Stormare : Christof Haussman
- Rychard Thériault : Maître d’hôtel

## Distinctions

### Récompenses
- 1997 :  Prix FIPRESCI du Festival International du Film de Istanbul à Robert Lepage

### Nominations
- 1996: Prix Génie pour la Meilleure cinématographie à Guy Dufaux
- 1996: Prix Génie pour la Meilleure réalisation à Robert Lepage
- 1996: Prix Génie pour la Meilleure production sonore à Jocelyn Caron, Claude Hazanavicius, Hans Peter Strobl et John Nestorowich
- 1996: Prix Génie pour le Meilleur montage sonore à Jérôme Décarie, Serge Fortin, Jean-Pierre Pinard, Mario Rodrigue et Raymond Vermette
- 1996: Prix Génie pour le Meilleur montage sonore à Mario Rodrigue, Jean-Pierre Pinard, Jacques Plante, Raymond Vermette, Jérôme Décarie et Serge Fortin
- 1996: Prix Génie pour le Meilleur scénario à Robert Lepage et Marie Brassard
- 1996: Prix Génie pour le Meilleur film à Philippe Carcassonne, Bruno Jobin, Jean-Pierre St-Michel et Ulrich Felsberg
- 1996: Prix Génie pour la Meilleure actrice dans un rôle de soutien à Marie Brassard
- 1996: Prix Génie pour la Meilleure actrice dans un rôle de soutien à Josée Deschênes
- 1996: Prix Génie pour la Meilleure actrice dans un rôle de soutien à Maria de Medeiros